# Shy Boy (Katie Melua)
Shy Boy è un singolo della cantautrice britannica Katie Melua pubblicato il 20 novembre 2006, quinto estratto dall'album Piece by Piece.

## Tracce
CD-Single Dramatico DRAMCDS0026 / EAN 0802987005425
1. Shy Boy
2. Have Yourself A Merry Little Christmas

## Classifiche
| Classifica (2006) | Posizione massima |
| ----------------- | ----------------- |
| Paesi Bassi       | 29                |